# 千葉県道249号船形港線

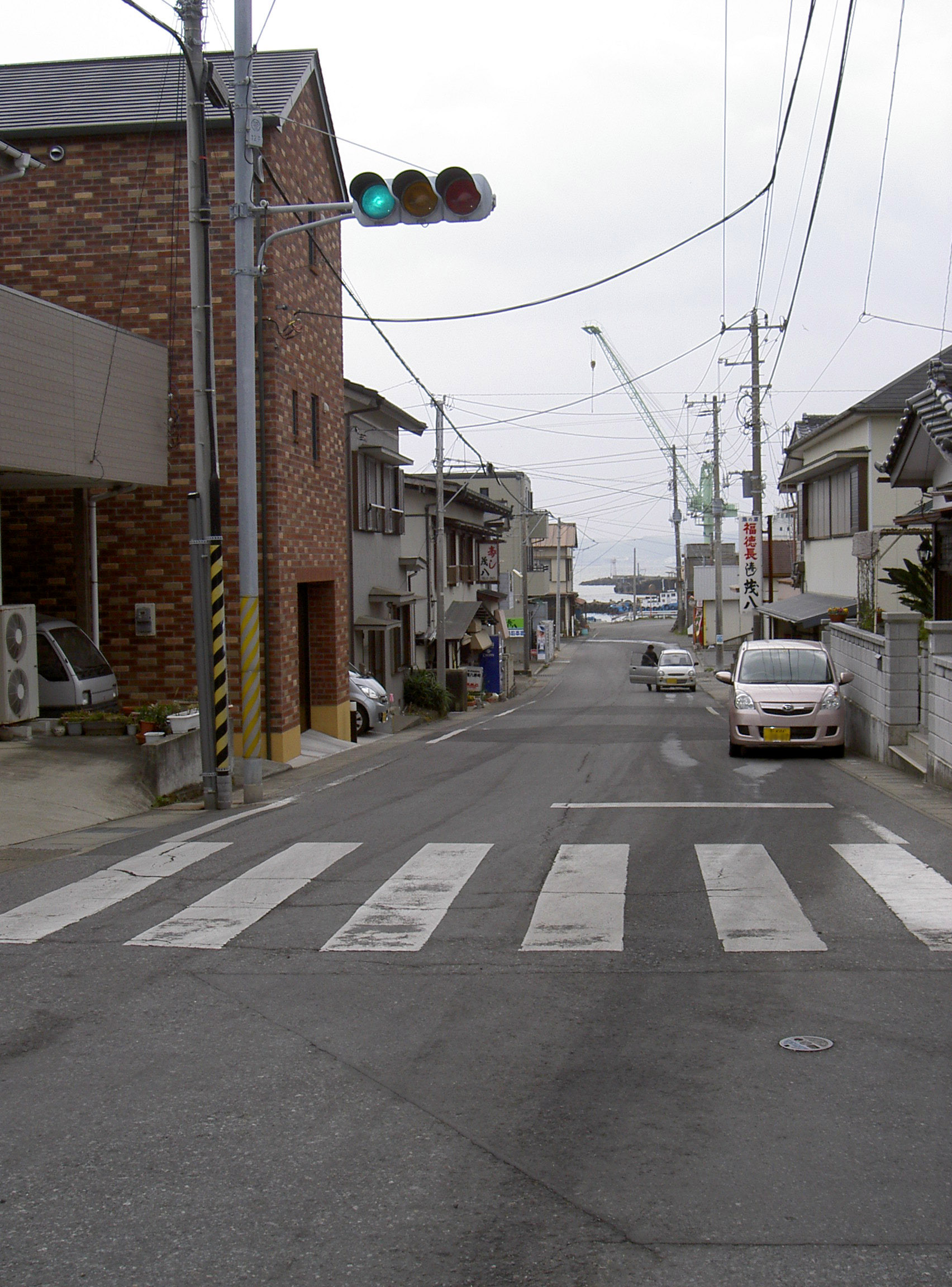
船形漁港交差点から見た千葉県道249号

千葉県道249号船形港線（ちばけんどう249ごう ふなかたこうせん）は、千葉県館山市を起点・終点とする一般県道。

## 概要
館山市北部に位置する船形漁港の岸壁付近を起点として住宅地の間を北北西へ進み、県道302号線に合流する総延長0.1km強程度の短い県道である。

### 路線データ
- 起点：館山市船形（船形漁港）
- 終点：館山市船形（船形漁港交差点、千葉県道302号館山富浦線交点）
- 総延長：0.135 km（安房土木事務所管内：0.135 km[1]）
- 重用延長：なし（安房土木事務所管内：0.0 km[1]）
- 実延長：0.135 km（安房土木事務所管内：0.135 km[1]）
- 認定年月日：1955年（昭和30年）3月4日

## 地理

### 通過する自治体
- 千葉県館山市

### 交差する道路
- 千葉県道302号館山富浦線 - 館山市船形（船形漁港交差点、終点）

### 周辺の施設
- 船形漁港
- 館山湾